# Stadion 8 Listopada
Stadion 8 Listopada (tur. 8 Kasım Stadi) – wieloużytkowy stadion znajdujący się w mieście Lüleburgaz, w Turcji. Na tym stadionie swoje mecze rozgrywa drużyna piłkarska Lüleburgazspor SK. Stadion może pomieścić 3 000 widzów. Został oddany do użytku w roku 1988.